# Pitcairnia brongniartiana
Pitcairnia brongniartiana är en gräsväxtart som beskrevs av Éduard-François André. Pitcairnia brongniartiana ingår i släktet Pitcairnia och familjen Bromeliaceae. Inga underarter finns listade i Catalogue of Life.